# Moby Wonder
Il Moby Wonder è un traghetto appartenente alla compagnia di navigazione italiana Moby Lines.

## Caratteristiche

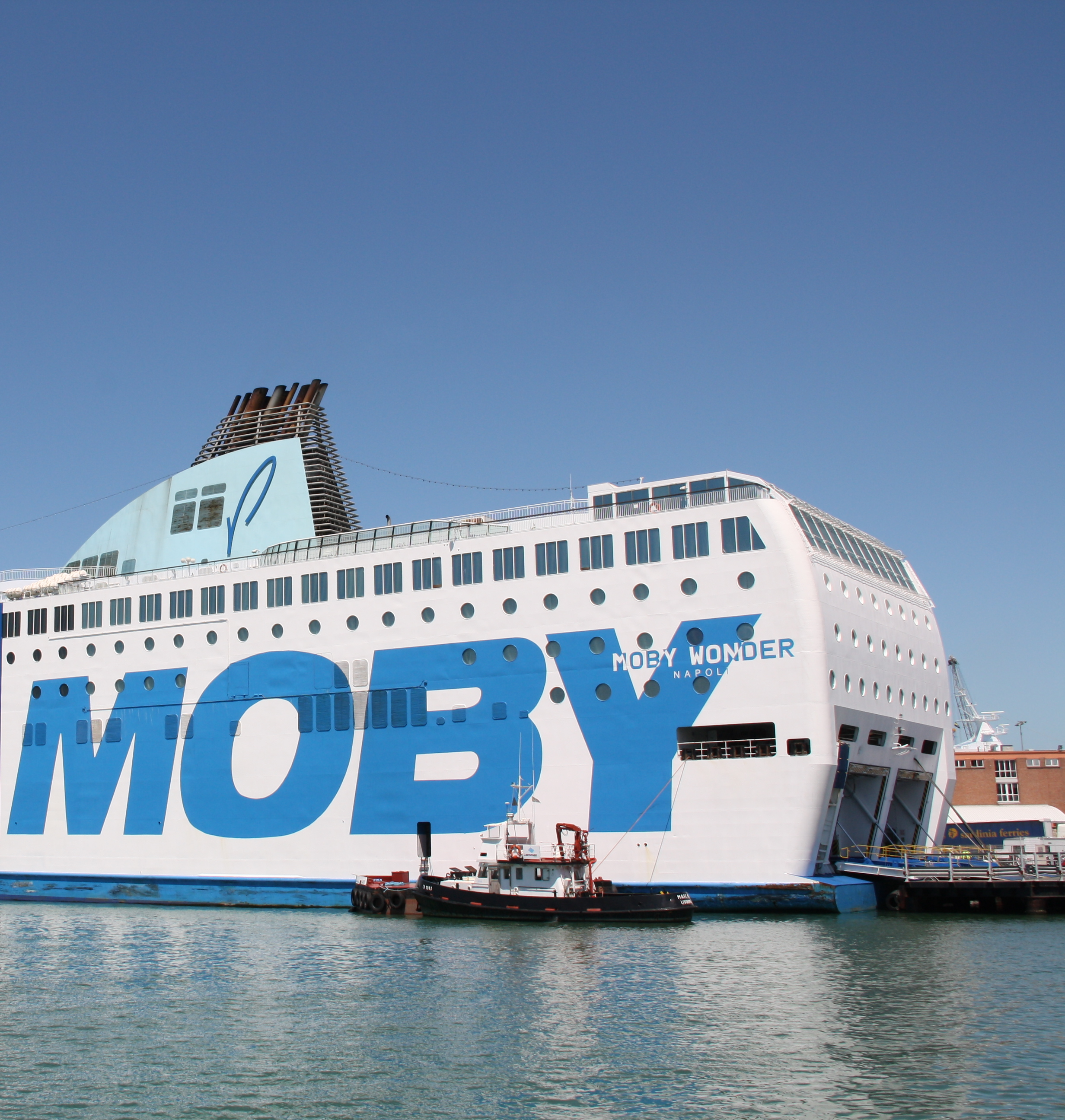
Il Moby Wonder a Livorno

Costruito da Daewoo Shipbuilding & Heavy Machinery nel cantiere di Geoje, in Corea del Sud, il Moby Wonder è stato varato nel 2001 insieme al gemello Moby Freedom. Le due unità sono state le prime navi Moby appartenenti alla generazione dei fast-cruise ferry, ovvero navi concepite per il trasporto combinato di passeggeri e autoveicoli al seguito con standard alberghieri paragonabili a quelli delle navi da crociera e velocità di servizio elevate. Tra i servizi a bordo sono infatti compresi due ristoranti (uno à la carte e un self-service), bar all'aperto, piscina, area giochi per bambini e videogame, negozio duty-free, solarium esterno e copertura wi-fi a bordo durante la traversata.
Le sistemazioni prevedono 320 cabine e una sala poltrone da 191 posti, per una capacità complessiva di 2.200 passeggeri. Elevata anche la capacità di trasporto veicoli, pari a 720 auto o 1.938 metri lineari di carico rotabile disposti su quattro ponti, di cui uno destinato alle sole automobili.
La propulsione è affidata a quattro motori diesel Wärtsilä 12V46C da 12.600 kW ciascuno, per una potenza complessiva pari a 50.400 kW; per le manovre in porto sono presenti due ulteriori bow thruster da 1.500 kW ciascuno. La velocità massima raggiungibile è pari a 29 nodi, il che rende il traghetto - al pari del gemello Moby Aki - la nave più veloce attualmente in servizio per Moby Lines.

## Servizio
Il Moby Wonder entrò in servizio nel 2001 insieme al gemello Moby Freedom sui collegamenti da Genova e Civitavecchia verso Bastia e Olbia, coprendo le traversate verso la Sardegna in notturna ed effettuando le tratte Genova-Bastia e Civitavecchia-Olbia in diurna grazie all'elevata velocità raggiungibile.
Dopo la vendita del Moby Freedom nel febbraio 2012 la Moby Wonder è stata posta in servizio insieme all'unità gemella Moby Aki sulla rotta Livorno-Olbia tutto l'anno, effettuando anche partenze da Piombino per Olbia durante la stagione estiva.

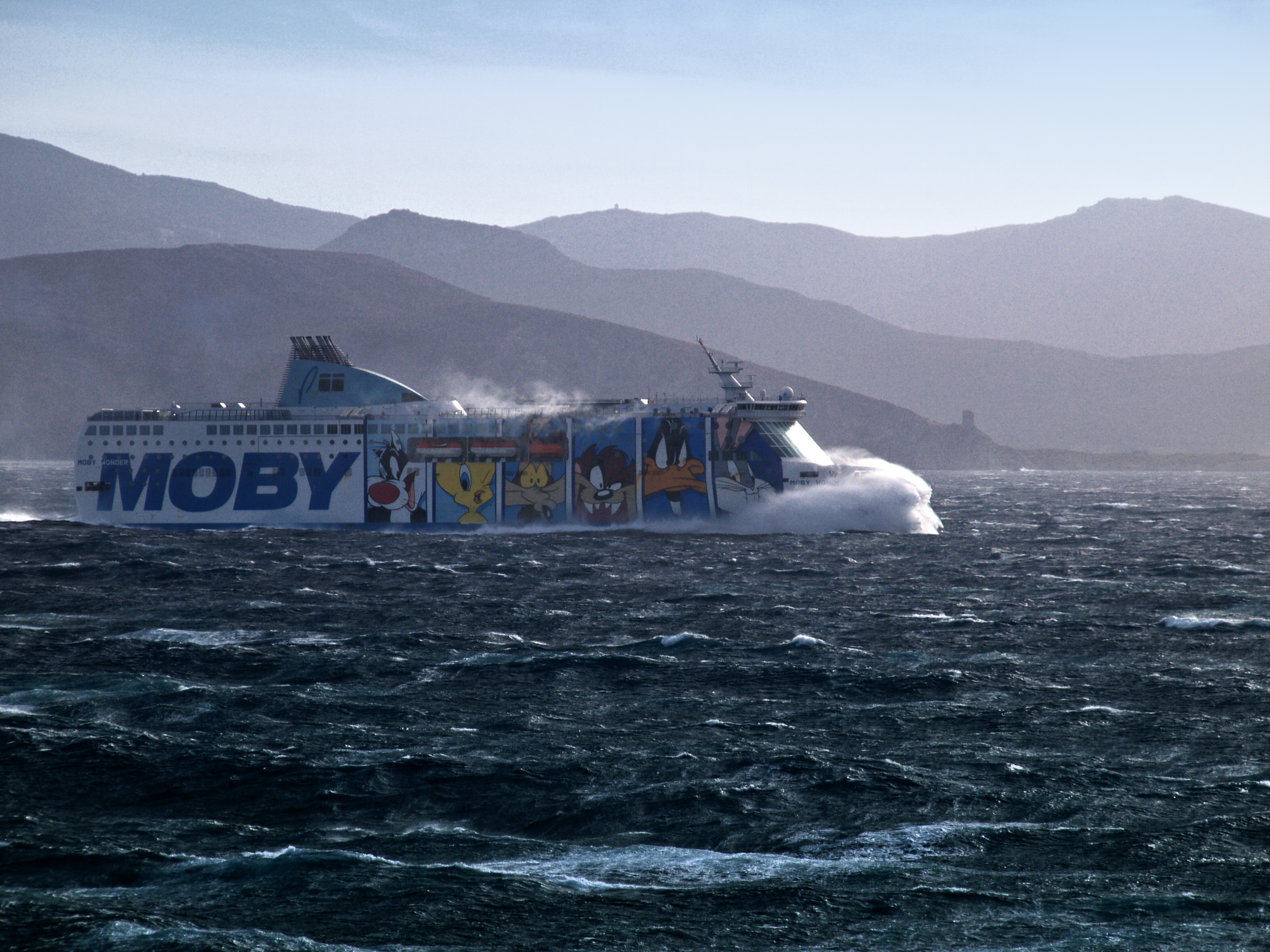
Il Moby Wonder in navigazione nel 2006 al largo della Corsica.

Il 6 settembre 2019 la compagnia annuncia la vendita del traghetto, insieme al gemello Moby Aki, alla società danese DFDS che ne programma l'impiego sulla linea Newcastle-Amsterdam a partire dal primo trimestre del 2020; l'operazione tuttavia non viene conclusa a causa dell'opposizione del colosso Unicredit, creditore della società armatoriale italiana.
Dalla successiva estate viene impiegata, sempre in coppia con il Moby Aki, sulla rotta estiva Genova-Olbia alla quale alterna, nei mesi di luglio e agosto, traversate diurne tra il porto sardo e Piombino; durante il periodo invernale le due navi svolgono invece servizio sulla rotta Livorno-Olbia.
Nell'estate 2023 è in servizio sulle rotte Genova-Olbia, Piombino-Olbia e Livorno-Olbia.
Dal 1º ottobre 2023, per la prima volta e per tutta la stagione invernale, ha iniziato il servizio sulla rotta Genova-Porto Torres prima con il Moby Aki e poi in alternanza con Sharden e Moby Ale Due. Dalla sera del 22 marzo 2024 è stato noleggiato a GNV e presta servizio sulla Genova-Palermo. Dal 22 aprile è in disarmo a Genova.
Dal 6 giugno al 29 settembre 2025 opera nei collegamenti tra Genova e Bastia, in coppia con il gemello Moby Aki, che alterna alla Genova-Bastia.

## Incidenti
Nella notte tra il 16 e il 17 dicembre 2010, il Moby Wonder, con a bordo 392 passeggeri e 66 uomini di equipaggio, è stato speronato dal cargo Delfino Bianco dell'Armamento Sardo, riportando estesi danni nella parte poppiera. A seguito dell'impatto, causato da un errore umano, la nave è giunta regolarmente in porto a Olbia venendo fermata e sostituita temporaneamente dalla gemella Moby Aki.
Nella notte tra il 19 e il 20 giugno 2023, il Moby Wonder, dopo circa due ore dalla partenza da Genova verso Olbia, ha subito un guasto ai motori ritrovandosi così alla deriva con circa 800 persone a bordo tra passeggeri ed equipaggio. Il traghetto ha successivamente fatto ritorno a Genova nella tarda mattinata del 20 giugno, trainato dal rimorchiatore Messico.

## Navi gemelle
- Moby Aki
- Finlandia (ex Moby Freedom)
- Pascal Lota (ex Superstar)